# Північний Комматурай
Грама Ніладхарі Північний Комматурай (№ 196B) — Грама Ніладхарі підрозділу ОС Еравур-Патту, округ Баттікалоа, Східна провінція, Шрі-Ланка.

## Демографія
| Населення (2007) | Населення (2007) | Населення (2007) | Населення (2007) | Населення (2007) |
| Населення        | Чоловіки         | Жінки            | Діти             | Дорослі          |
| ---------------- | ---------------- | ---------------- | ---------------- | ---------------- |
| 1324             | 596              | 728              | 539              | 785              |